# Рехмер, Фридрих
Фридрих Рехмер (нем. Friedrich Rehmer) — (2 июня 1921 года, Берлин, Германия - 13 мая 1943 года, Берлин, Германия) — студент, антифашист, член движения Сопротивления во время Второй мировой войны, член организации «Красная капелла».

## Биография
Фридрих Рехмер родился 2 июня 1921 года в Берлин-Нойкёльне, в Германии, в семье рабочих. После школы, выучился на юстировщика. В конце 1930-х годов принимал участие в собраниях и акциях, запрещенной Bündische Jugend (молодежной лиги). По свидетельству друзей, он придерживался анархистских убеждений.
С 1938 по 1940 год учился в вечерней школе Хайльше в Берлин-Шёнеберге, готовясь к получению аттестата зрелости. Хорошие знания в области истории и географии, позволили ему иногда заменять на уроках учителя. Через сокурсницу, Еву Кнайпер-Риттмайстер, вступил в кружок антифашистов под руководством её мужа, доктора Джона Ритмайстера. Здесь же познакомился с другой сокурсницей и будущей женой, Лианой Берковиц.
В 1941 году был призван в вермахт в действующую армию и отправлен на Восточном фронте, где получил тяжелое ранение ноги.
В ноябре 1942 года был арестован гестапо в больнице Бритц. 18 января 1943 года Имперский военный трибунал приговорил его к высшей мере наказания. Против него выступили свидетели из госпиталя, которые обвинили его в подрыве патриотического духа такими заявлениями, как «война проиграна» и «за преступления в Советском Союзе, Германия будет вечно стыдиться».
Его невеста Лиана Берковиц в заключении родила дочь, Ирину Рехмер, после чего была также казнена. Их новорожденная дочь умерла в октябре 1943 года в больнице в Эберсвальде по неустановленной причине (вероятно, была убита).